# NGC 1584
NGC 1584 é uma galáxia elíptica (E-S0) localizada na direcção da constelação de Eridanus. Possui uma declinação de -17° 31' 26" e uma ascensão recta de 4 horas, 28 minutos e 10,2 segundos.
A galáxia NGC 1584 foi descoberta em 1886 por Frank Leavenworth.